# Jessica Barden
Jessica Barden (ur. 21 lipca 1992 w Northallerton) – angielska aktorka, która wystąpiła m.in. w filmie Lobster i serialu The End of the F***ing World.

## Filmografia

### Filmy
| Rok  | Tytuł                      | Rola            | Uwagi       |
| ---- | -------------------------- | --------------- | ----------- |
| 2007 | Mrs Ratcliffe's Revolution | Mary Ratcliffe  |             |
| 2010 | Tamara i mężczyźni         | Jody Long       |             |
| 2011 | Hanna                      | Sophie          |             |
| 2012 | Comedown                   | Kelly           |             |
| 2012 | In the Dark Half           | Marie           |             |
| 2013 | Mindscape                  | Mousey          |             |
| 2014 | Lullaby                    | Meredith        |             |
| 2015 | Z dala od zgiełku          | Liddy           |             |
| 2015 | Lobster                    | Nosebleed Woman |             |
| 2016 | Mindhorn                   | Jasmine         |             |
| 2017 | Habit                      | Lee             |             |
| 2018 | The New Romantic           | Blake Conway    |             |
| 2018 | Weekend w Scarborough      | Beth            |             |
| 2019 | Jungleland                 | Sky             |             |
| 2020 | Holler                     | Ruth            |             |
| 2020 | Pink Skies Ahead           | Winona          |             |
| 2024 | Hearts of Stone            | Agatha          | krótkometr. |

### Telewizja
| Rok        | Tytuł                        | Rola                   | Uwagi              |
| ---------- | ---------------------------- | ---------------------- | ------------------ |
| 1999       | My Parents Are Aliens        |                        | 1 odc.             |
| 2005       | No Angels                    | Lucy                   | 1 odc.             |
| 2006       | The Chase                    | Amy                    | 1 odc.             |
| 2007-2008  | Coronation Street            | Kayleigh Morton        | 72 odc.            |
| 2012       | Vera                         | Stella Macken          | 1 odc.             |
| 2013       | Coming Up                    | Ruby                   | 1 odc.             |
| 2013       | Chickens                     | Kelnerka/Penny         | 3 odc.             |
| 2015       | The Outcast                  | Kit Carmichael         | 2 odc.             |
| 2016       | Murder                       | Jess                   | 1 odc.             |
| 2016       | Dom grozy                    | Justine                | 6 odc.             |
| 2016       | Ellen                        | Ellen                  | film TV            |
| 2017, 2019 | The End of the F***ing World | Alyssa                 | gł. rola           |
| 2019       | Lambs of God                 | Carla                  | miniserial, 4 odc. |
| 2020       | Lepsze życie                 | Jessica                | 3 odc.             |
| 2021-2022  | Robot Chicken                | różne role             | 4 odc.             |
| 2022       | Układanka                    | Jessica                | 7 odc.             |
| 2023       | American Horror Stories      | Jessica Barden; Bestie | 2 odc.             |
| 2023-2024  | You & Me                     | Emma                   | 4 odc.             |